# Zlatko Kramarić
Zlatko Kramarić (ur. 5 lutego 1956 w Osijeku) – chorwacki polityk, samorządowiec, filolog, nauczyciel akademicki i dyplomata, burmistrz Osijeku, poseł do Zgromadzenia Chorwackiego.

## Życiorys
Ukończył w 1978 studia z zakresu literatury chorwackiej i filozofii na Uniwersytecie w Zagrzebiu. W 1982 uzyskał magisterium z nauk humanistycznych na tej samej uczelni, a w 1985 doktoryzował się na Uniwersytecie w Nowym Sadzie. W drugiej połowie lat 80. kształcił się również na Simon Fraser University. W latach 1978–2008 pracował jako nauczyciel akademicki na wydziale filozoficznym Uniwersytetu Josipa Juraja Strossmayera w Osijeku, w 2007 uzyskując pełną profesurę. Od 1990 do 2008 był członkiem redakcji pisma literackiego „Revija”.
W 1990 dołączył do Chorwackiej Partii Socjalliberalnej (HSLS). W tym samym roku został przewodniczącym zgromadzenia miejskiego w Osijeku, od 1992 do 2005 sprawował urząd burmistrza tej miejscowości. Po rozłamie w HSLS dołączył do Partii Liberalnej Vlada Gotovaca. Był jej wiceprzewodniczącym, a od 2000 do 2003 pełnił funkcję przewodniczącego tego ugrupowania. Między 1992 a 2008 był posłem do Zgromadzenia Chorwackiego. W 2006 po zjednoczeniu partii liberalnych został wiceprzewodniczącym HSLS.
W 2008 znalazł się poza parlamentem, został zatrudniony w chorwackiej dyplomacji. W 2009 objął stanowisko ambasadora w Kosowie, a w 2011 kierownictwo ambasady Chorwacji w Macedonii.
W 2024 otrzymał Medal Zasługi dla Republiki Macedonii Północnej.